# LUV AND RESPONSE
LUV AND RESPONSE（ラヴ・アンド・レスポンス）は、日本の5人組ダンスボーカルグループ。所属事務所はビッグブリッジ、所属レコード会社はEMIミュージック・ジャパン。通称は「ラヴレス」。
音楽とファッションを融合させ、リスナーとのコミュニケーションにも重きを置いた｢NEXT SOCIETY｣を目指すグループ。渋谷を中心にクラブシーンでの活動を経て2007年5月にメジャーデビュー。サウンドプロデュースは、デビューから現在に至るまでSOUL'd OUTのShinnosukeが手がける。
また､音楽活動だけではなく､ファッション面でも積極的に活動を展開。雑誌やファッションショーでのモデル活動の他、2007年にファッションブランドの｢JETTY」とDがコラボレーションを果たしたキャップのシリーズ､メガネブランド｢ComFlex｣とのコラボレーションによりオリジナルサングラス｢ComFlex feat.D｣を制作。現在ラグジュアリーカー専門誌「LUXG」にてLUV AND RESPONSEのページ「NEXT D VISION」を連載中。またスカイパーフェクTV!等のデジタルラジオ放送「スターデジオ」にて「midtime luv world」にレギュラー出演。

## バイオグラフィ
- 2006年
  - VoのDを中心にLUV AND RESPONSE結成。
- 2007年
  - 5月9日、東芝EMI（現EMIミュージック・ジャパン）よりシングル(CD+DVD)「Woo What's」でメジャーデビュー。
  - 10月17日 2ndシングル(CD+DVD)｢Supremacy｣リリース。
- 2008年
  - アメリカ合衆国・ボストンにて開催されたアニメーションのイベント「Anime Boston 2008」に出演。
  - 5月14日 3rdシングル「Heaven Knows」リリース。初のドラマタイアップ楽曲となる。また、CD-EXTRA仕様としてイメージインテック社の高画質ストリーミング技術「IICビデオ」を音楽業界で初採用し、ミュージックビデオ/特典映像のストリーミング配信を実施。

## メンバー
- D（ディー）：男性、ボーカル
- Life（ライフ）：男性、ダンス
- Rofe（ロフ）：男性、ダンス
- eLu（エル）：女性、ダンス/コーラス
- Any（アニー）：女性、ダンス/コーラス

## ディスコグラフィ

### シングル
- Woo What's（2007年5月9日）
- Supremacy（2007年10月17日）
- Heaven Knows（2008年5月14日）

## タイアップ
- Woo What's
  - 日本テレビ系「汐留☆イベント部」2007年5月度エンディングテーマ
  - MBSテレビ「Hz」2007年5月度エンディングテーマ
- Supremacy
  - TBS系｢ランク王国｣2007年10月～11月度オープニングテーマ
  - テレビ埼玉「HOTWAVE｣2007年10月度オープニングテーマ
  - 「Music B.B.」2007年10月度オープニングテーマ
  - MBSテレビ「アニメシャワー」2007年12月度オープニングテーマ
- Heaven Knows
  - テレビ東京系ドラマ「秘書のカガミ」オープニングテーマ
  - イミュ「デジャヴュ ファイバーウィッグ」CMソング